# Kim Hye-song (Tischtennisspielerin)
Kim Hye-song (koreanisch 김혜연; * 5. September 1993) ist eine nordkoreanische Tischtennisspielerin. Sie ist Rechtshänderin und verwendet die europäische Shakehand-Schlägerhaltung. 2010 und 2014 gewann sie bei den Asienspielen mit dem Team eine Bronzemedaille. Von 2007 bis 2015 nahm sie an sieben Weltmeisterschaften teil.

## Turnierergebnisse
| Verband | Veranstaltung      | Jahr | Ort         | Land | Einzel        | Doppel        | Mixed         | Team          |
| ------- | ------------------ | ---- | ----------- | ---- | ------------- | ------------- | ------------- | ------------- |
| PRK     | Asienmeisterschaft | 2015 | Pattaya     | THA  | letzte 32     | Gold          | Viertelfinale | 3             |
| PRK     | Asienmeisterschaft | 2012 | Macau       | MAC  | letzte 64     |               |               | 3             |
| PRK     | Asienspiele        | 2014 | Incheon     | KOR  |               |               |               | 3             |
| PRK     | Asienspiele        | 2010 | Guangzhou   | CHN  | letzte 16     |               |               | 3             |
| PRK     | ITTF World Tour    | 2016 | Pjöngjang   | PRK  | Viertelfinale | Silber        |               |               |
| PRK     | ITTF World Tour    | 2015 | Pjöngjang   | PRK  | letzte 16     | Silber        |               |               |
| PRK     | ITTF World Tour    | 2012 | Peking      | CHN  | letzte 64     | letzte 16     |               |               |
| PRK     | ITTF Pro Tour      | 2011 | Doha        | QAT  | letzte 64     | letzte 16     |               |               |
| PRK     | ITTF Pro Tour      | 2010 | Kuwait City | KUW  | letzte 32     | Viertelfinale |               |               |
| PRK     | ITTF Pro Tour      | 2009 | Tianjin     | CHN  | Halbfinale    | letzte 16     |               |               |
| PRK     | Weltmeisterschaft  | 2015 | Suzhou      | CHN  | letzte 128    | letzte 16     | Viertelfinale |               |
| PRK     | Weltmeisterschaft  | 2014 | Tokio       | JPN  |               |               |               | Viertelfinale |
| PRK     | Weltmeisterschaft  | 2013 | Paris       | FRA  | letzte 16     | letzte 16     | letzte 64     |               |
| PRK     | Weltmeisterschaft  | 2012 | Dortmund    | GER  |               |               |               | 17            |
| PRK     | Weltmeisterschaft  | 2011 | Rotterdam   | NED  | letzte 64     | Viertelfinale | letzte 64     |               |
| PRK     | Weltmeisterschaft  | 2010 | Moskau      | RUS  |               |               |               | 22            |
| PRK     | Weltmeisterschaft  | 2007 | Zagreb      | HRV  | letzte 128    | letzte 32     |               |               |
| PRK     | WTC-World Team Cup | 2015 | Dubai       | UAE  |               |               |               | 2             |